# Old Town Road
 (mars 2023).
Si vous disposez d'ouvrages ou d'articles de référence ou si vous connaissez des sites web de qualité traitant du thème abordé ici, merci de compléter l'article en donnant les références utiles à sa vérifiabilité et en les liant à la section « Notes et références ».
Singles de Lil Nas X
Sonic Shit
(2019)
Old Town Road est une chanson du rappeur américain Lil Nas X. Sortie initialement de manière indépendante le 3 décembre 2018, la chanson connaît un succès rapide via la plateforme TikTok et est par la suite distribuée par le label Columbia. Une nouvelle version, sortie le 5 avril 2019, est par la suite commercialisée en featuring avec le chanteur de country Billy Ray Cyrus.
En mars 2019, la chanson atteint la dix-neuvième place du classement Hot Country Songs de Billboard, avant d'être déclassé par le magazine pour non-respect des critères de la musique country. Cette décision déclencha un débat sur la définition même du genre musical. Si elle n'avait pas été déclassée, la chanson aurait atteint la première place de ce classement dans la semaine du 6 avril 2019.
Même si la chanson n'a pas été réintroduite dans la catégorie « Country », elle finit par atteindre la première place du Billboard Hot 100, le classement des singles les plus vendus aux États-Unis. Quelques semaines plus tard, c'est la version avec Billy Ray Cyrus qui atteint cette même première place. Fin juillet 2019, avec 17 semaines passées à la première place de ce classement, la chanson bat le record de durée détenu jusqu'alors par One Sweet Day en 1995 de Mariah Carey et Boyz II Men, et Despacito en 2017 de Luis Fonsi et Daddy Yankee. 
La chanson de Lil Nas X a également atteint les premières places des classements de singles de plusieurs pays, dont l'Australie, le Royaume-Uni, les Pays-Bas, la France, la Suisse, l'Allemagne ou la Norvège.
D'une durée d'une minute cinquante-trois, la version originale est la cinquième plus courte chanson a atteindre la première place du Billboard Hot 100, et la plus courte depuis 1965.

## Contexte
Le rap country et son sous-genre Country Trap, ont commencé à faire leur grand retour dans la lignée de la mixtape expérimentale du rappeur américain Young Thug. Lil Nas X a cité Young Thug comme un pionnier du genre country trap.[réf. nécessaire] En mai 2018, Lil Tracy et Lil Uzi Vert ont relancé la tendance avec leur single de rap country Like a Farmer (Remix).
En 2018, Lil Nas X a quitté l'université pour poursuivre une carrière musicale, mais ses parents l'ont découragé. Il a emménagé avec sa sœur, passant du temps à promouvoir sa musique sur Internet tout en ne dormant que trois heures par nuit. Lil Nas X a commencé à écrire Old Town Road après avoir eu le sentiment qu'il était « à court d'options ». Lil Nas X dit que la frustration de sa sœur et de ses parents a inspiré le refrain de la chanson, « personne ne peut rien me dire ». Au cours du mois qui a suivi l'écriture, Lil Nas X a choisi de modifier le sens de la chanson pour que la vieille ville soit un symbole de succès.[réf. nécessaire]
Le producteur de disques hollandais YoungKio a produit le beat un an avant la sortie de la chanson et l'a transféré sur son magasin en ligne pour y vendre des instrumentaux de rap. Il a échantillonné le morceau 34 Ghosts IV de Nine Inch Nails et a gardé la chanson intacte au lieu de la couper comme un défi pour lui-même, affirmant qu'il « n'y voyait pas un morceau de musique country ». Comme les achats sur sa boutique en ligne étaient anonymes, YoungKio ne savait pas que la chanson avait été achetée par Lil Nas X avant de l'avoir vue dans un mème Instagram en décembre 2018.[réf. nécessaire]

## Composition
Old Town Road a été décrite de diverses manières par des publications comme étant un rap country, country trap. Produite par YoungKio, la chanson reprend le titre 34 Ghosts IV de Nine Inch Nails tiré de leur sixième album studio Ghosts I – IV (2008). La chanson met bien en évidence le jeu d'un banjo ainsi que la batterie et la basse style Roland TR-808. La chanson a été comparée à Like a Farmer, le single de Lil Tracy de 2018, qui a ensuite été remixé par Lil Uzi Vert. La chanson est composée dans la tonalité avec une progression d'accords de G♯7-Badd9-F♯sus4-E6. Il a un tempo approximatif de 68 battements par minute.

## Sortie et promotion
Old Town Road est sorti en tant que single le 3 décembre 2018, lors de la montée du  Yeehaw Agenda, un mouvement qui s'approprie la mode et la culture des cow-boys. Danny Kang, directeur de l'artiste country viral Mason Ramsey, a suggéré à Rolling Stone que la chanson de Lil Nas X soit classée dans la catégorie musique country sur SoundCloud et iTunes afin de manipuler les algorithmes de classement, car il serait plus facile d’être au sommet des tops country que ceux du hip hop / rap. Lil Nas X a commencé à créer des mèmes pour promouvoir Old Town Road avant que les utilisateurs de TikTok ne prennent le relais. Le premier clip vidéo de la chanson est entièrement composé de séquences et de clips tirés du jeu d'action-aventure western Red Dead Redemption 2.
La chanson a gagné du terrain à la fin du mois de décembre 2018 après être devenue la méme du Yeehaw Challenge sur TikTok, où les utilisateurs ont créé de courtes vidéos sur la chanson.[réf. nécessaire] Il est admis que grâce à ce Challenge, la chanson commencera ses débuts à la position 83 du Billboard Hot 100, où elle a depuis atteint le sommet du classement. La popularité de la chanson a augmenté si rapidement que les stations de radio ont dû télécharger l'audio de YouTube. Le 22 mars 2019, le succès de la chanson permit à Lil Nas X de signer avec Columbia Records, qui le distribue désormais.
Old Town Road a battu le record du streaming de la chanson In My Feelings du rappeur canadien Drake pour une première semaine.[réf. nécessaire]

## Classification dans le magazineBillboard
Old Town Road a réalisé un exploit rare dans l'histoire du Billboard lorsqu'il a simultanément figuré sur les classements Hot 100, Hot Country Songs et Hot R&B/Hip-Hop Songs en mars 2019. Cependant, Billboard a discrètement retiré Old Town Road de son classement Hot Country pour ne pas adopter suffisamment d'éléments de la musique country actuelle. Lil Nas X a déclaré qu'il était « extrêmement déçu » par cette décision. Dans une interview, Andrew R. Chow, journaliste de Time, a évoqué la décision de Billboard de supprimer Old Town Road de les charts de Country mais de la conserver sur les charts de R&B/Hip-Hop, demandant à Lil Nas X s'il considérait Old Town Road comme une chanson country. Lil Nas X a répondu: « La chanson est de la country trap. C'est ni l'un, ni l'autre. Ce sont les deux. Cela devrait figurer dans les deux classements ».
L'exclusion de Old Town Road a suscité des critiques sur l'évaluation du travail d'artistes non blancs dans le genre country, l'écrivain de Rolling Stone, Elias Leight, faisant référence à Beyoncé, un autre artiste noir, dont la chanson Daddy Lessons n'a pas été prise en compte. Une chanson country de The Recording Academy en 2016. Leight a également souligné d'autres difficultés rencontrées par les artistes noirs qui font de la musique croisant les styles musicaux, notant que Death Race for Love du rappeur Juice Wrld (2019) serait probablement l'album rock le mieux vendu en 2019, mais n'apparaîtrait jamais sur les classements ou les playlists rock, un autre genre musical qui, comme la country, est dominé par des artistes blancs. À la lumière des critiques, Billboard a ensuite déclaré que la décision de supprimer Old Town Road du tableau Hot Country Songs n'avait rien à voir avec la couleur de peau de Lil Nas X. Quand on lui a demandé s'il croyait que la décision de Billboard avait une nuance raciale, Lil Nas X a répondu: "Je pense que chaque fois que vous essayez quelque chose de nouveau, vous aurez toujours, quelque-part, un mauvais accueil."
En dépit de son retrait des principaux charts de musique Country, Old Town Road a réussi à figurer sur les charts Country Airplay de Billboard, faisant ses débuts au numéro 53 et culminant au numéro 50 jusqu'à présent. En réponse, Randy Goodman, PDG de Sony Music Nashville, a déclaré à Billboard que son équipe avait commencé à tester la chanson sur certains réseaux de radio country, ajoutant « qu'il serait indécent de ne pas essayer ».
Le 22 juillet 2019, Old Town Road devient l'une des très rares chansons à parvenir à se maintenir 16 semaines consécutives au premier rang de Billboard, exploit qu'aucune chanson n'a jamais dépassé, et que seule la version de Despacito réunissant Luis Fonsi, Daddy Yankee et Justin Bieber en 2017, et One Sweet Day de Mariah Carey et Boyz II Men en 1995 sont parvenus à égaler. Le 29 juillet 2019, Old Town Road devient la toute première chanson à rester 17 semaines n°1 du Billboard,.

## Performance commerciale
Selon Nielsen, le titre figure en tête du tableau des chansons diffusées en continu pour une seconde image avec 143 millions de flux américains. La somme dépasse facilement le record antérieur, défini lorsque In My Feelings de Drake avait attiré 116,2 millions de flux, comme l'indique le relevé du 28 juillet 2018. Le remix et la version originale de Old Town Road comptent pour le classement de la chanson dans le relevé.
Un remix de la chanson a été utilisé pour la bande-annonce de Rambo 5 - Last Blood.

## Crédits
- Lil Nas X – chanteur
- YoungKio – producteur
- Trent Reznor – production échantillonnée
- Atticus Ross – production échantillonnée
- Cinco – ingénieur d'enregistrement

## Billy Ray Cyrus remix
Old Town Road (Remix), mettant en vedette le chanteur de country américain Billy Ray Cyrus, est le premier remix officiel de Old Town Road. Il a été publié le 5 avril 2019 par Columbia Records. Le remix a été enregistré à la suite de la reconnaissance de Old Town Road comme chanson country.

### Contexte
En décembre 2018, un jour après la sortie de la version originale, Lil Nas X a tweeté qu'il voulait Billy Ray Cyrus dans la chanson.
Billy Ray Cyrus a déclaré avoir aimé la version originale dès la première fois qu'il l'avait entendue. Cyrus a expliqué avoir fait le lien entre la "vieille ville" et le pont de la vieille ville à Argillite, dans le Kentucky, où il avait joué auparavant. En réponse à Billboard supprimant "Old Town Road" du Hot Country Songs, Cyrus a tweeté son soutien à Lil Nas X et a noté que cette suppression le plaçait dans les rangs des grands hors-la-loi comme lui. Le remix s'est classé numéro un sur le Hot 100, dépassant Achy Breaky Heart qui avait culminé au numéro quatre en 1992, single de Cyrus le mieux classé aux Etats-Unis.

### Remix crédits
- Lil Nas X - chanteur
- Billy Ray Cyrus - artiste vedette
- Jocelyn "Jozzy" Donald - chœurs
- YoungKio - producteur
- Trent Reznor - production échantillonné
- Atticus Ross - production échantillonnée
- Andrew "VoxGod" Bolooki - producteur de voix
- Joe Grasso - ingénieur Cinco - ingénieur enregistrement
- Eric Lagg - ingénieur de mastering

## Autres remixes

### Diplo remix
Le deuxième remix officiel du single, "Old Town Road (Diplo Remix)", est sorti le 29 avril 2019 avec une production additionnelle de l'Américain DJ Diplo. Le site Web de musique country The Boot le décrit comme un "remix de remix", car il conserve toujours les voix de Cyrus.
Avant le deuxième remix, Diplo avait récemment créé de la musique country sous le nom de scène Thomas Wesley. Le remix a été créé pour la première fois sur le plateau de Diplo pour le festival de musique traditionnelle Stagecoach, aux côtés de la toute première performance live du remix d'"Old Town Road" avec Billy Ray Cyrus accompagnant Lil Nas X sur scène. 
Juste avant la comparution surprise de Lil Nas X et Cyrus à Stagecoach 2019, Diplo a déclaré: "Laissez-moi vous dire que" Old Town Road "est une chanson country."

### Young Thug remix
Le 9 avril 2019, Lil Nas X et Thug ont présenté un aperçu du troisième remix officiel de "Old Town Road" mettant en vedette le rappeur américain Young Thug.
Young Thug s'est vu attribuer le genre de country trap dans le courant dominant avec sa mixtape expérimentale Beautiful Thugger Girls (2017). Lil Nas X a attribué à Young Thug le rôle de pionnier dans la réduction du fossé entre country et trap. Dans une interview avec Billboard en mars 2019, le producteur YoungKio a été interrogé sur le choix du remix de "Old Town Road". YoungKio a répondu qu'il voulait Young Thug, déclarant: "J'ai écouté chacune de ses chansons et je pense qu'il est qualifié pour faire ce remix. J'ai écouté Beautiful Thugger Girls et il a une ambiance country. "

### "Seoul Town Road" remix
Lil Nas X publie un nouveau remix d'Old Town Road dans lequel le rappeur RM du groupe BTS (groupe coréen de K-Pop) participe, le but de la collaboration étant un hommage à Séoul la capitale de la Corée du Sud. 
Les différents artistes ayant participé aux versions différentes d'Old Town Road ont joué la chanson lors des Grammy Awards 2020 (à l'exception de Young Thug, absent ce soir là, Lil Nas X assurant sa partie au chant). 

### Mason Ramsey
Un jeune enfant du nom de Mason Ramsey a accompagné Billy Ray Cyrus sur la scène de l'Opry pour une interprétation du titre. Il est a nouveau présent sur scène pour un couplet lors de l'interprétation de la chanson aux Grammy Awards 2020 (voir titre ci-dessus).

## Classements hebdomadaires
| Classement (2019)                            | Meilleure position |
| -------------------------------------------- | ------------------ |
| Allemagne (Media Control AG)                 | 1                  |
| Australie (ARIA)                             | 1                  |
| Autriche (Ö3 Austria Top 40)                 | 1                  |
| Belgique (Flandre Ultratop 50 Singles)       | 1                  |
| Belgique (Wallonie Ultratop 50 Singles)      | 10                 |
| Canada (Canadian Hot 100)                    | 1                  |
| Danemark (Tracklisten)                       | 1                  |
| Écosse (OCC)                                 | 3                  |
| Espagne (PROMUSICAE)                         | 62                 |
| États-Unis (Hot 100)                         | 1                  |
| États-Unis Hot Country Songs (Billboard),    | 19                 |
| États-Unis Hot R&B/Hip-Hop Songs (Billboard) | 1                  |
| Finlande (Suomen virallinen lista)           | 6                  |
| France (SNEP)                                | 1                  |
| Hongrie (Rádiós Top 40)                      | 11                 |
| Hongrie (Stream Top 40)                      | 1                  |
| Irlande (IRMA)                               | 1                  |
| Norvège (VG-lista)                           | 1                  |
| Nouvelle-Zélande (RMNZ)                      | 1                  |
| Pays-Bas (Single Top 100)                    | 1                  |
| Portugal (AFP)                               | 2                  |
| Royaume-Uni (UK Singles Chart)               | 1                  |
| Tchéquie (IFPI Rádio)                        | 2                  |
| Slovaquie (IFPI Rádio)                       | 2                  |
| Suède (Sverigetopplistan)                    | 2                  |
| Suisse (Schweizer Hitparade)                 | 1                  |

## Certification
| Région                                                                                                 | Certification | Ventes/Streams |
| --- | ------------- | -------------- |
| Australie (ARIA)                                                                                       | Or            | 35 000^        |
| *Ventes selon la certification ^Mise en rayon selon la certification xNon précisé par la certification |               |                |